# Justerad anskaffningsuppgift
Justerad anskaffningsuppgift (JAU) är ett skattemässigt begrepp som är centralt för den som är delägare i handelsbolag eller kommanditbolag. JAU är omkostnadsbeloppet (jfr anskaffningsvärde) för delägarens andel i bolaget och således underlag för inkomstskatten.